# روش پالمکویست

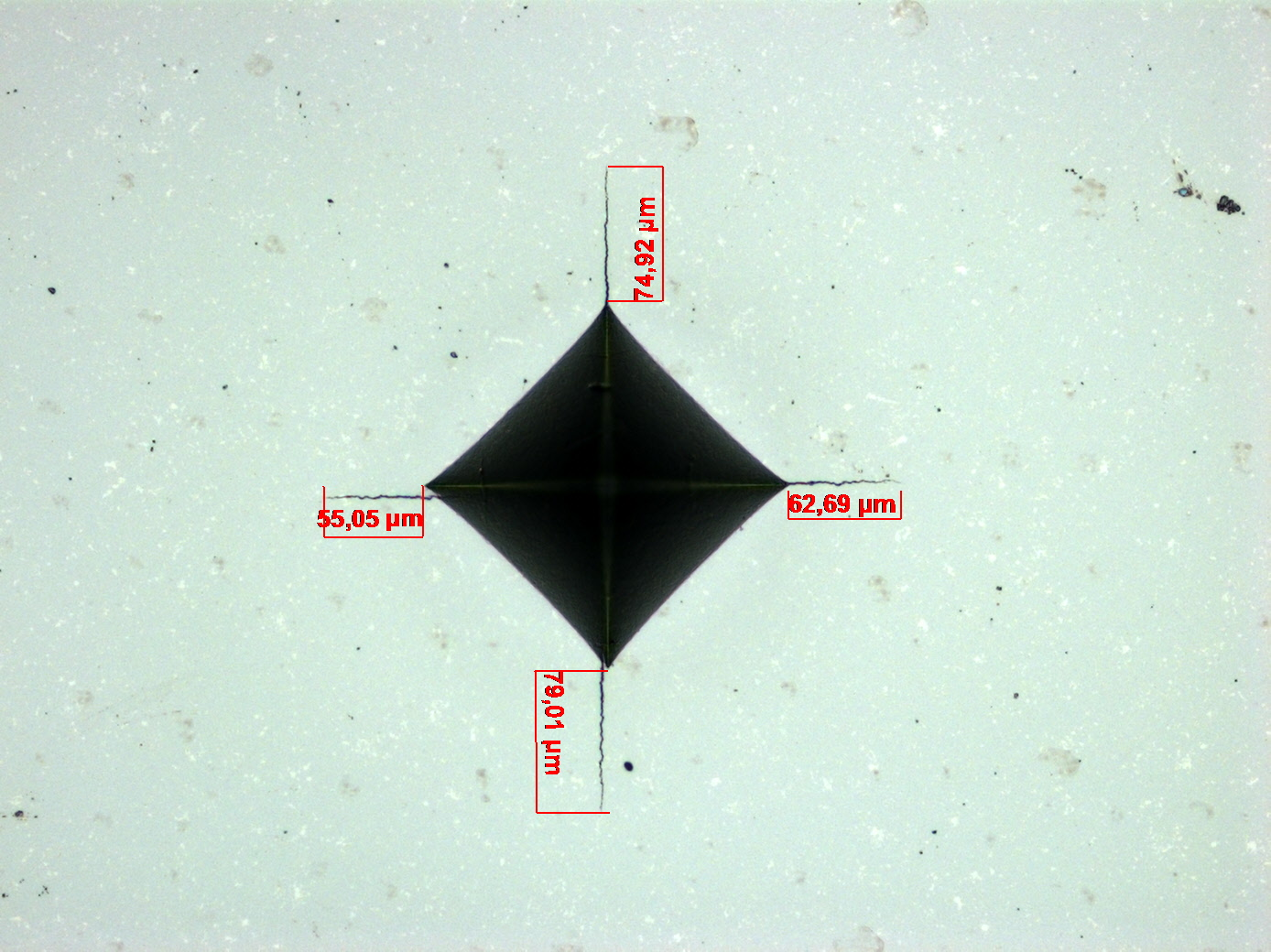
شکل 1: تعیین طول ترک ناشی از فرو رونده ویکرز

روش پالمکویست (به انگلیسی: Palmqvist method) یا تست چقرمگی پالمکویست (به انگلیسی: Palmqvist toughness test) یک روش معمول برای تعیین چقرمگی  شکست در کاربیدهای سیمانی است. در این روش از طول ترک‌هایی که در اثر فرورونده ویکرز ایجاد شده‌اند برای تعیین چقرمگی شکست استفاده می‌شود. این روش به نام اسون رابرت پالمکویست (به انگلیسی: Sven Robert Palmqvist) نامگذاری شده است. در این حالت ، مقاومت در برابر شکست مواد با ضریب شدت تنش بحرانی KIc نشان داده می شود.

## تاریخچه
تاکنون روش‌های بسیاری برای تعیین چقرمگی شکست مواد ابداع و به‌کارگیری شده است. از دقیق‌ترین این روش‌ها، میتوان به روش‌های SENB، SEVNB، ISB اشاره نمود که انجام آنها بسیار هزینه‌بر است. یکی دیگر از روش‌هایی که در سه دهه اخیر برای تعیین چقرمگی شکست مواد ترد بسیار مورد توجه قرار گرفته است؛ استفاده از روش سطح اثر انواع فرورونده‌ها است. دلیل این موضوع ساخت ساده نمونه‌های مورد آزمایش و افزایش سرعت در تعیین چقرمگی مواد در این روش است.در این روش ترک‌های کوچک سطحی با اندازه و شکل کنترل شده به آسانی توسط انواع فرورونده‌ها تحریک می‌شوند و سیستمی از ترک‌های ناشی از اثر به جا مانده از فرورونده در نمونه ایجاد می‌شود. در نهایت شکل شناسی این ترک‌ها منجر به تعیین چقرمگی شکست نمونه‌ها می‌شود. این ایده که تعیین چقرمگی شکست در مواد ترد با استفاده از  تکنیک بررسی اثر فرورونده‌ها امکان پذیر است، توسط پالمکویست در سال 1957 شکل گرفت. او پی برد که با ایجاد یک فرورفتگی در سطح مواد ترد، ترک‌هایی در اطراف نوک قسمت فرورفته حاصل می‌شود که به کمک آن می‌توان چقرمگی شکست مواد ترد را بطور تقریبی محاسبه نمود. پالمکویست توانست با به‌کارگیری الماس سختی سنجی ویکرز ارتباطی بین متغیرهای چقرمگی شکست و پارامترهای قابل اندازه گیری برقرار کند. پس از آن محققین بسیاری در این راستا قدم برداشتند و روابطی را در جهت تعیین این خاصیت مکانیکی بیان کردند که مبنای کار آنها استفاده از رابطه معروف گریفیث در تئوری شکست است. آنستیس و همکارانش روش پالمکوییست را بسط و آن‌را با دقت بالا برای بسیاری از مواد ترد آزمایش کرده و به رابطه‌ی معروف و پر کاربردی دست یافتند. ایوانس در راستای دسته‌بندی مواد، با توجه به میزان تردی آنها تلاش‌های فراوانی انجام داد و به طبقه‌بندی معادلات ارائه شده خود توسط فرورونده ویکرز پرداخت. مین و همکارانش سعی در تعیین چقرمگی شکست مواد ترد با استفاده از فرورونده‌های هرم سه وجهی و چهار وجهی کردند. ساخارووا  برای ارتباط چقرمگی شکست با ترک‌های ساطع شده از اطراف فرورونده مخروطی تلاش کرد.

## فرمول ریاضی روش پالمکویست

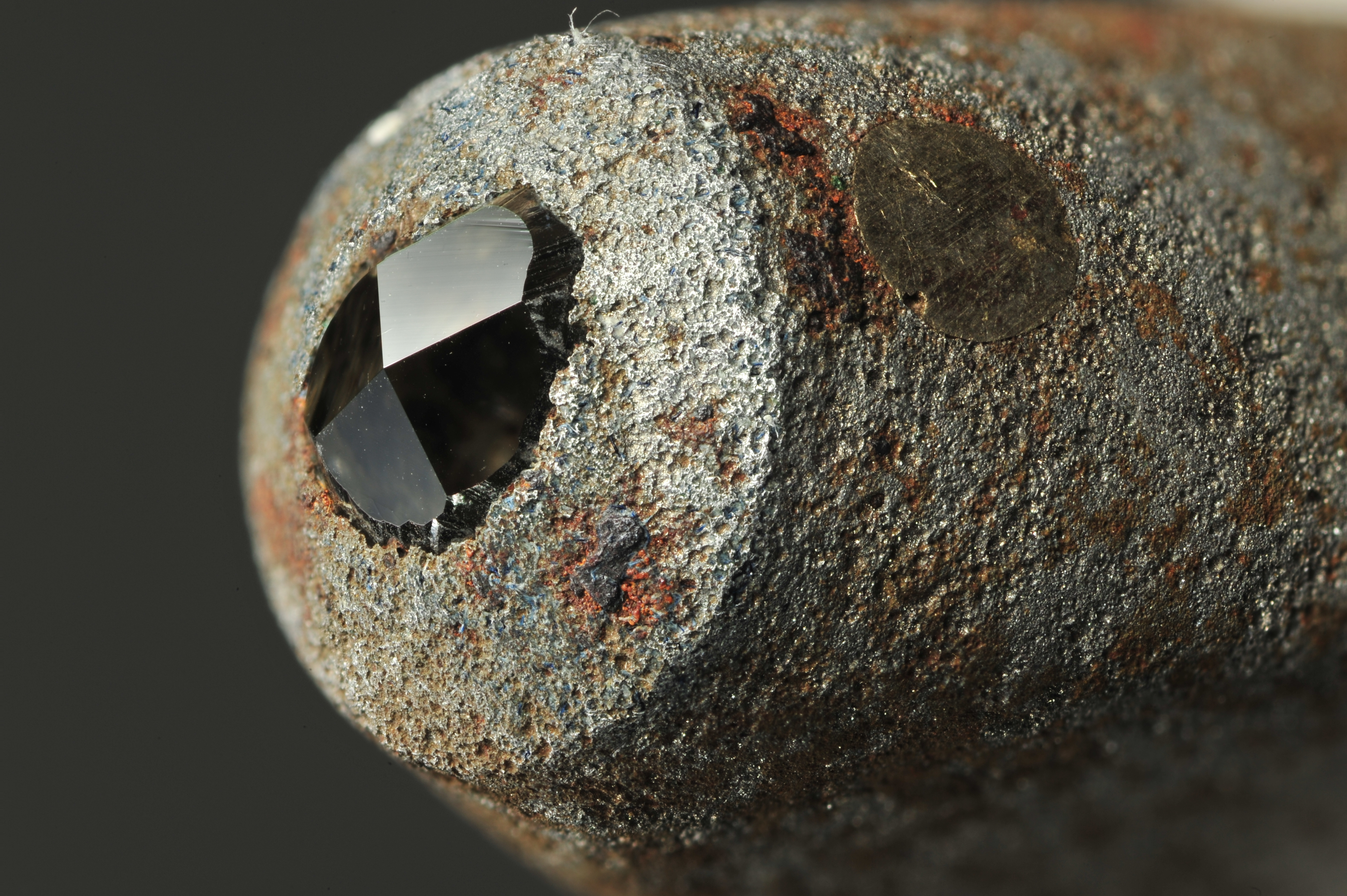
شکل 2: الماس هرمی یک فرورونده‌ی ویکرز

در روش پالمکویست با استفاده از فرمول زیر از طول ترک‌هایی که در اثر فرورونده ویکرز ایجاد شده‌اند برای تعیین چقرمگی شکست مواد استفاده می‌شود. فروروندهٔ  ویکرز الماسی هرمی با قاعدهٔ مربع شکل است که سطوح مقابل آن با زاویه ۱۳۶ درجه به یکدیگر می‌رسند.
{\displaystyle K_{\text{Ic}}=0.0028{\sqrt {\text{HV}}}{\sqrt {\frac {P}{T}}}}
واحد KIc طبق رابطه بالا {\displaystyle MPa{\sqrt {\text{m}}}} است. در این فرمول، P بارگذاری الماس ویکرز باواحد نیوتون ، T کل طول ترک با واحد میلی متر و HV سختی ویکرز با واحد N/mm2 یا MPaاست.

## روش پالمکویست و روش نیم‌سکه‌ای
بيشتر تحقيقات در راستای ارتباط ترک‌های شکل گرفته با چقرمگي شکست، در اطراف فرورونده ويکرز انجام شده و در اين راستا معادلات فراواني ارائه شده است. معادلات پرکاربرد تعيين چقرمگي شکست مواد ترد به روش آزمون فرورفتگي ويکرز را می‌توان به چهار دسته شامل معادلات پالمکويست، نيم‌سکه‎ ای، روش خوراندن منحني و معادله محاسبه چقرمگي شکست با استفاده از تکنيک سطح اثر ترک‌ها طبقه بندی کرد. اين تقسيم بندی برمبنای ميزان تردی مواد مورد آزمايش، مکانيزم پيشروی ترک‌ها، ميزان بارگذاری و دقت خروجي آنها صورت گرفته است. اختلاف بين روش پالمکويست و روش نيم‌سکه ‎ای، تنها در زيرساختار ترك‌هاي شكل گرفته در نمونه مي‌باشد. در مدل نيم‌سكه‌اي طول ترك‌ها را از مركز قسمت فرورفته و به شكل شعاعي فرض مي‌كنند. در حالي كه در مدل پالمكويست طول ترك‌هاي شكل گرفته را تنها از نوك انتهاي بخش فرورفته ذر نظر می‌گیرند. در شكل 4 تفاوت اين دو مدل مشخص شده است.
متغيرهاي موجود در شكل 4 شامل l ،a ،c هستند. l ،نشان دهنده طول ترك از نوك بخش فرورفته در نمونه تا انتهاي آن، a نشان دهنده نصف قطر بخش فرورفته در نمونه و c مجموع l و a مي‌باشد. بايد به اين نكته توجه داشت كه اين مقادير، ميانگين هر چهار ترك شعاعي در اطراف بخش فرو رفته مي‌باشند. يعني مقدار l و c به كار گرفته شده، همان ميانگين طول هر چهار ترك شعاعي مي‌باشد. بر طبق تحقيقات آنستيس فرض براين بنا نهاده شده كه نسبت c/a بيانگر نوع سيستم ترك مي‌باشد.در يك قرارداد عمومي نيز فرض براين بنا نهاده شده كه اگر نسبت بين 2<=c/a باشد، آنگاه مدل ترك، مدل نيم‌سكه‌اي در نظر گرفته ميشود و اگر 2>c/a باشد، آنگاه مدل ترك بعنوان مدل پالمكويست در نظر گرفته خواهد شد. به علاوه ممکن است مدل ترک، از مدل ترک پالمکویست به مدل نیم‌سکه‌ای تغییر یابد که به علت بارگذاری‌های تدریجی و بالا اتفاق می‌افتد.
البته بحث‌ها و دیدگاه‌های متفاوتی در مورد مقدار این نسبت و تشخیص نوع سیستم ترک وجود دارد. به عنوان مثال بات پیشنهاد کرد که اگر 3<=c/a باشد باید آن را مدل نیم سکه‌ای فرض کرد و در صورتی که 3>c/a باشد آن را پالمکویست در نظر گرفت. در مقالات بعدي بات و همكارانش پيشنهاد دادند كه اگر نسبت 2.5<=c/a باشد، مدل، نيم‌سكه‌اي و اگر 2.5>c/a باشد، مدل، پالمكويست فرض شود. دوب پیشنهاد داد که عدد حد مرز این نسبت جهت برقراری مدل‌ها 2.1 باشد. به طور کلی یک فرض کلی و مشترکی که بر این دسته بندی ها حاکم است، بر این مبنا است که مواد ترد با چقرمگی نسبی پایین به عنوان مدل ترک نیم‌سکه‌ای در نظر گرفته می‌شوند و مواد ترد با چقرمگی نسبی بالا را میتوان مدل ترک پالمکویست در نظر گرفت.همچنين برخي مواد ترد را مي‌توان در هر دو مدل و بسته به شرايط ميزان بارگذاري فرورونده در نظر گرفت. براي بارگذاري‌هاي پايين، مدل را پالمكويست و براي بارگذاري‌هاي بالا، نيم‌سكه‌اي فرض مي‌كنند. مقدار دقيق اين نسبت به مقدار تردي مواد بستگي دارد.
معادلات ارائه شده در راستای تعیین چقرمگی شکست با استفاده از الماس ویکرز بالغ بر 20 رابطه می‌باشد که همگی آنها از راه نیمه تجربی حاصل شده‌اند. بدین معنا که ضرائب موجود در این معادلات را از طریق آزمایش و سعی و خطا بدست آورده‌اند و همگی آنها بر وجود پارامتر طول ترک تاکید دارند. دسته‌بندی‌های مختلفی را میتوان برای این روابط ارائه کرد.یکی از آنها توسط یانت بنا نهاده شده و مبنای آن، بررسی انواع پارامترهای بکار رفته در روابط است. از این رو تمامی معادلات مربوطه را میتوان برحسب پارامترهای به کار گرفته شده در معادلات، به چند دسته کلی طبقه‌بندی کرد. در دسته اول چقرمگی شکست با به کارگیری پارامترهای میزان بارگذاری و میانگین طول ترک‌ها تعیین می‌شود. در دومین دسته از معادلات چقرمگی شکست، سختی ویکرز و نصف قطر اثر بخش فرورفته نیز مورد توجه هستند. در سومین گروه، مدول الاستیسیته نیز به معادلات اضافه می‌شود. این دسته از معادلات، دقیق‌ترین مقادیر چقرمگی شکست را نسبت به سایر روشهای مرسوم برای مواد با تردی بالا  ارائه می‌دهند. در دسته چهارم، چقرمگی شکست در موادی که پس از انجام تست، مقدار طول ترک‌های شعاعی آنها بسیار کوچک است، بررسی می‌شود (مقادیر پایین a/c ). این دسته از معادلات برای تعیین چقرمگی مواد ترد با نسبت تردی کمتر است. در واقع دسته چهارم از معادلات برای تعیین چقرمگی شکست به روش پالمکویست منظور می‌شوند. اگرچه میتوان با کاهش مقدار ضریب تجربی بی بعد در معادله، معادلات مدل ترک نیم‌سکه‌ای را به پالمکویست تبدیل کرد.در هر حال گسترش اين گونه معادلات، همسو با معادلات مدل نيم‌سكه‌اي مي‌باشند، اما تفاوتهايي با يكديگر دارند. زيرا طول ترك در مدل پالمكويست نسبت به مدل نيم‌سكه‌اي كوچك‌تر است و در نتيجه بر معادلات حاكم محدوديت‌هايي خاص ايجاد مي‌كند. از اين‌رو پارامترهايي همچون مقاومت ترك در پيشرفت مكانيك شكست تاثيرگذار است. 

## معایب
با وجود اينكه روش استفاده از فرورونده‌ی ویکرز برای تعیین چقرمگي شکست از لحاظ سادگي و جنبه اقتصادي در سال‌هاي اخير مورد توجه و اهميت فراوان واقع شده؛ اما داراي خطاي قابل ملاحظه‌اي نسبت به ساير روش‌هاي مرسوم تست همچون روش SEVNB و SENB مي‌باشد. علت اين امر در بسياري از موارد،  ميزان بارگذاري بالا در الماس ويكرز و ناخالصي‌هاي موجود در ساختار نمونه بوده كه باعث رشد ترك‌هاي نامنظم در اطراف بخش فرورفته مي‌شوند و در صورتي كه ميزان بارگذاري بيشتر باشد پديده ايجاد تراشه در نمونه رخ خواهد داد.   از این‌رو با کنترل میزان بارگذاری و تکرار روند آزمایش با سعی و خطا می‌توان به نمونه با ترک استاندارد شعاعی دست یافت. ولی روند تکرار آزمایش تا حدودی با صرف هزینه و زمان بیش‌تری همراه است. از طرفی مهم‌ترین عاملی که باعث ایجاد خطا در محاسبات به روش استفاده از تست فرورفتگی می‌شود، صرف نظر نمودن از ترک‌های فرعی تشکیل یافته کوچکی است که ممکن است در اطراف بخش فرورفته در نمونه ایجاد شده باشد و باعث آن می‌شود که مقدار خروجی چقرمگی شکست با استفاده از این معادلات، با خطا روبرو گردد. شکل 5 بیانگر مدل کلی از اثر بجا مانده از تست چقرمگی شکست مواد ترد با استفاده از فرورونده ویکرز می‌باشد که در آن دیگر رشد ترک به شکل شعاعی نبوده و ترکها در هر جهتی شروع به رشد کرده و یا هر ترک به چندین ترک کوچک‌تر تقسیم شده است. از آنجایی که در اکثر مواد ترد، رشد ترک در نمونه به هر شکلی امکان پذیر بوده و در عمل بیشتر به شکل نامنظم منتشر می‌شوند؛ اگر بجای استفاده از پارامتر طول ترک، مقدار سطح اثر ترک در معادلات گنجانده شوند، دیگر الزامی به شعاعی بودن ترکها نیست. به شرط آنکه سطح اثر تمامی میکروترک‌های تشکیل یافته در نمونه، در معادله تعیین چقرمگی شکست منظور شوند.